# Чеч, Тончка
Антония «Тончка» Чеч (словен. Antonija «Tončka» Čeč; 16 мая 1898, Клек — 3 ноября 1943, Освенцим) — югославская словенская служащая, деятельница партизанского движения в годы Второй мировой войны (псевдонимы «Олга» и «Роза»), Народный герой Югославии.

## Биография
Родилась 16 мая 1898 года в шахтёрском городе Клек. Окончив школу, поступила на курсы служащих и после Первой мировой войны устроилась на работу в одну из организаций города Трбовле. В 1920 году вступила в Коммунистическую партию Югославии, занявшись пропагандой культуры и ликвидацией безграмотности. В 1924 году в Целе была арестована после драки с представителями Организации югославских националистов и отправлена в тюрьму, после освобождения уехала ненадолго в Нью-Йорк. В 1929 году Тончка посетила СССР, где некоторое время обучалась. В 1937 году вернулась в Югославию, однако деятельность КПЮ была уже вне закона, в 1940 году официально прекратила какую-либо деятельность, скрываясь в подполье.
После оккупации страны в 1941 году Тончка вступила в Ревирскую партизанскую роту, заняв должность секретаря Загорского окружного комитета Компартии Словении. Осенью 1941 года она заняла должность инструктора партийных кадров в Целе, а весной 1942 года стала первым секретарём Козянского областного комитета КПС, сотрудничая с Освободительным фронтом Словении. В августе 1942 года близ Тополо её арестовали гестаповцы после непродолжительного боя, а сама Антония получила ранение.
После ареста её перевели сначала в больницу в Брежицах, где Чеч содержалась под строгим надзором полиции, а затем и в тюрьму «Стари пискер» в Целе. Несколько раз её переводили в Марибор, подвергая допросам и пыткам. 7 ноября 1942 года после стычки Величковой роты Савиньского партизанского батальона Тончка публично заявила, что не отказывается от поддержки партизанского движения. В начале 1943 года её отправили в Освенцим, где 3 ноября она умерла в газовой камере.
21 июля 1953 года ей посмертно присвоили звание Народного героя Югославии. Имя Антонии (Тончки) Чеч носят школа в Трбовле, детский сад в Целе и несколько улиц в городах Словении.